# Dyskografia Lil’ Flipa
Poniżej przedstawiona jest dyskografia amerykańskiego rapera o pseudonimie artystycznym Lil’ Flip.

## Albumy studyjne
| Rok  | Tytuł | Notowania | Notowania | RIAA certyfikacje |
| Rok  | Tytuł | U.S.      | U.S. R&B  | RIAA certyfikacje |
| ---- | --- | --------- | --------- | ----------------- |
| 2002 | Undaground Legend - Pierwszy studyjny album - Data wydania: 27 sierpnia, 2002 - Sucka Free/Loud/Columbia | 12        | 4         | Platyna           |
| 2004 | U Gotta Feel Me - Drugi studyjny album - Data wydania: 30 marca, 2004 - Sucka Free/Sony Urban/Columbia   | 4         | 2         | Platyna           |
| 2007 | I Need Mine - Trzeci studyjny album - Data wydania: 27 marca, 2007 - Clover G/Asylum/Warner Bros.        | 15        | 5         | Złoto             |
| 2009 | Respect Me - Czwarty studyjny album - Data wydania: 29 września, 2009 - Clover G/E1                      | —         | —         |                   |
| 2009 | Underground Legend 2 - Piąty studyjny album - Data wydania: 24 grudnia, 2009 - Clover G/E1               | —         | —         |                   |
| 2010 | Ahead of My Time - Szósty studyjny album - Data wydania: 6 lipca, 2010 - Clover G                        | —         | —         |                   |

### Albumy niezależne
| Rok  | Tytuł                                                                                          | Notowania | Notowania |
| Rok  | Tytuł                                                                                          | U.S.      | U.S. R&B  |
| ---- | ---------------------------------------------------------------------------------------------- | --------- | --------- |
| 2000 | The Leprechaun - Pierwszy niezależny album - Data wydania: 18 lipca, 2000 - Sucka Free Records | —         | 67        |

### Albumy wspólne
- 2005: Kings of the South (z Z-Ro)
- 2006: Connected (z Mr. Capone-E)
- 2007: Still Connected (z Mr. Capone-E)
- 2008: All Eyez on Us (z Young Noble)
- 2009: Certified (z Gudda Gudda)

## Single

### Solo
| Rok  | Utwór                                                         | Notowania    | Notowania | Notowania | Album             | RIAA certyfikacje |
| Rok  | Utwór                                                         | U.S. Hot 100 | U.S. R&B  | U.S. Rap  | Album             | RIAA certyfikacje |
| ---- | ------------------------------------------------------------- | ------------ | --------- | --------- | ----------------- | ----------------- |
| 2000 | „I Can Do Dat”                                                | —            | —         | —         | The Leprechaun    |                   |
| 2002 | „The Way We Ball"                                             | —            | 69        | —         | Undaground Legend |                   |
| 2004 | „Game Over (Flip)”                                            | 15           | 8         | 4         | U Gotta Feel Me   | Platyna           |
| 2004 | „Sunshine” (featuring Lea)                                    | 2            | 2         | 2         | U Gotta Feel Me   | Złoto             |
| 2005 | „What It Do” (featuring Mannie Fresh)                         | —            | 71        | —         | I Need Mine       |                   |
| 2007 | „Ghetto Mindstate (Can’t Get Away)” (featuring Lyfe Jennings) | —            | 77        | —         | I Need Mine       |                   |
| 2009 | „Heartbreaker” (featuring Sean Thomas & Eeden)                | —            | —         | —         | Ahead of My Time  |                   |

### Gościnnie
| Rok  | Utwór | Notowania    | Notowania | Notowania | Album                   |
| Rok  | Utwór | U.S. Hot 100 | U.S. R&B  | U.S. Rap  | Album                   |
| ---- | --- | ------------ | --------- | --------- | ----------------------- |
| 2003 | „Like a Pimp” (David Banner featuring Lil Flip)                                                                           | 48           | 15        | 10        | Mississippi: The Album  |
| 2003 | „Tear It Up” (Yung Wun featuring DMX, Lil Flip, & David Banner)                                                           | 76           | 39        | 21        | The Dirtiest Thirstiest |
| 2003 | „Ridin' Spinners” (Three 6 Mafia featuring Lil Flip)                                                                      | —            | 62        | —         | Da Unbreakables         |
| 2004 | „Never Really Was” (Mario Winans featuring Lil Flip)                                                                      | —            | 90        | —         | Hurt No More            |
| 2005 | „Turn It Up” (Chamillionaire featuring Lil Flip)                                                                          | 41           | 31        | 9         | The Sound of Revenge    |
| 2005 | „Draped Up (Remix)” (Bun B featuring Lil Keke, Slim Thug, Chamillionaire, Paul Wall, Mike Jones, Aztek, Lil Flip, & Z-Ro) | —            | 45        | —         | Trill                   |

## Ścieżki dźwiękowe
Poniżej ukazane są utwory, które ukazały się na ścieżce dźwiękowej do danego filmu.

### Film
- Blade: Trinity – „Game Over"
- The Marine – „Sunshine"
- Szybcy i wściekli – „Like a Pimp (David Banner)”

### Telewizja
- True Life – „The Way We Ball” instrumental
- Super Bowl 38 – „Game Over” (Carolina Panthers intro)
- Las Vegas – „You'z a Trick”, „What It Do”
- The Wire – „You'z a Trick"

## Występy gościnne
- 420 Outlawz – „4 Blunt Session” (featuring Lil Flip & Kev Green)
- Baby D – „Hoe Check” (featuring Lil Jon & Lil Flip)
- Beyoncé – „Naughty Girl” (featuringLil Flip)
- Big T – Candy Chrome” (featuring Lil’ Flip)
- Big T -"In House” (featuring Lil’ Flip)
- Big Hawk – „Somebody Say Oh Yeah!” (featuring Chris Ward, Mike D, Lil’ Flip & Big Pokey))
- Body Headbangers – „Ballers” (featuring Lil’ Flip)
- Botany Boys – „Diamonds All In Yo Face” (featuring Lil’ Flip)
- Botany Boys – „My Piece Shiny Brite” (featuring Lil Flip)
- Bun B – „Im So Trill” (featuring Lil’ Flip)
- Bun B – „Draped Up (remix)” (featuring Mike Jones, Slim Thug, Lil Keke, Chamillionaire, Paul Wall, Aztek, Lil’ Flip, & Z-Ro)
- Big Shasta – „Beatin Up Tha Block” (featuring Lil Flip)
- Bone Crusher – „Grippin The Grain (remix)” (featuring Lil’Flip)
- Chamillionaire – „Turn It Up” (featuring Lil’ Flip)
- Cam’ron – „Freestyle Pt.2” (featuring Lil’ Flip)
- Chain Gang – „Play It Right (featuringLil Flip & Essay Potna)
- Chamillionaire – „Come Down” (featuring Lil’ Flip)
- Chamillionaire – „Im True” (featuring Lil’ Flip & Paul Wall)
- Chamillionaire – „Platinum Starz” (featuring Lil’ Flip & Bun B)
- Chamillionaire – „Im Still Shinnin” (featuringLil’ Flip)
- Chamillionaire – „Come Down” (featuringLil’ Flip)
- Chamillionaire – „Champ Is Here” featuring (Lil’ Flip)
- Chamillionaire – „Wont Let U Down” (H-Town Remix) (featuring K-Ci, Bun B, Lil’ Flip, Rob G, Famous, Jayton, Slim Thug, Lil’ O, Yung Redd, Big Pokey, Lil Keke, E.S.G., Troublesum, Z-Ro, Trae, PKT, Willie D, Corey Mo, Mike Jones, GT, Chingo Bling, Magno, Kiotti, Raw LT, Paul Wall, Lil’ Boss, Grit Boys, Yung Ro, Big Mike, Scarface, & Pimp C)
- Chingy – „Ballin Baby (remix)” (featuring Lil’ Flip & Boozie)
- C-Note – „On Da Southside” (featuring Lil Flip)
- DJ Kayslay – „Big Problems” (featuring Lil Flip, Lil Wyte, Lil Scrappy, & Lil Jon)
- Da Backwudz – „Acting Like Some Bitches” (featuring 8Ball & Lil Flip)
- David Banner – „Like A Pimp” (featuring Lil’ Flip)
- David Banner -"Talk To Me” (featuring Lil’ Flip)
- David Banner -"How Much More” (featuring Lil Flip & Bun B)
- DMX – „Tear It Up 2K7" (Yung Wun, Lil’ Flip, David Banner & Swizz Beatz)
- Da Black Al Capone – „That’s Pimpin” (featuring Lil’ Flip)
- Deep Threat – „Trojans & Boxers” (featuring Lil Flip)
- DreamTeam – „That'z Wat It Iz pt. 2” (featuring Lil Flip)
- DreamTeam – „Countin My Money” (featuring Lil Flip)
- E-40 – „U And Dat (remix)” featuring Juelz Santana, Snoop Dogg, & Lil’ Flip)
- Essay Potna – „You Cant Do It Like Me” (featuring Lil Flip)
- Essay Potna – „Coola Den A Fan” (featuring Lil Flip)
- Eightball -"Real Gangstas” (featuring T.I. & Lil’ Flip)
- Fam-Lay – „Rock N Roll” (featuring Lil’ Flip)
- Freestyle Click – „M To H” (featuring Lil Flip Mike Jones & David Banner)
- Gudda Gudda – „Hot Shit” (featuring Lil Flip)
- Gudda Gudda – Im Gone (Feat Lil Flip & Tyga)
- Gucci Mane – „Wut's It About” (featuring Lil Flip)
- Homer Pimpson – „Underground All-Starz” (featuring Lil’ Flip)
- King Jay – „Shut Up” featuring (Lil’ Flip & Ludacris)
- Kelly Rowland – „Cool” (featuring Lil Flip)
- Jim Jones -"Certified Gangstaz (remix)” (featuring Lil’ Flip, The Game, and Bezel)
- J-Prince Jr. – „My Tip” (featuring Lil Flip)
- Lil’ Peace – „Hit The Dance Floor” (featuring Rasheeda & Lil’ Flip)
- Lil’ Peace – „Just Right” (featuring Lil’ Flip)
- Lil’ Keke – „See My Rollin” (featuring Mike Jones, Lil’ Flip & Twista)
- Lil Wyte – „I Sho Will (remix)” (featuring Lil’ Flip)
- Lil Scrappy – „The World Is Mine” (featuring Lil Flip)
- Lil’ Scrappy – „You Trippin’” (featuring Lil’ Flip)
- Lil’ Troy – „We Gone Lean” (featuring Lil’ Flip)
- Lil Yella – „Flavor Of The Weak” (featuring Tum Tum & Lil Flip)
- Ludacris – „Screwed Up” (featuring Lil’ Flip)
- Lyfe Jennings – „I Know What U Want” (featuring Lil’ Flip)
- Luke & Q – „Yeah” (featuring Lil Flip)
- Mike Jones – „What's Beef 2007" (featuring Chamillionaire, Paul Wall & Lil’ Flip)
- Mike Jones „The Pain” featuring Slim Thug & Lil’ Flip)
- Mario Winas -"Never Really Was” (featuring Diddy & Lil’ Flip)
- Mike Jones – „Shit On Boys” (Slim Thug, Lil’ Flip, Amadeus, & Killa Kyleon)
- Mr. Collipark – „Let's Ride” (featuring Lil’ Flip, Lil’ Scrappy, Lil’ Jon, Lil Skeeter, Lil’ Wyte, & Lil’ Wayne)
- Nelly -"Boy” (featuring Gipp & Lil’ Flip)
- Partners-N-Crime – „Don't Hate Me” (featuring Skip & Lil’ Flip)
- Prophet Posse – „Screwed To The Game” (featuring Lil’ Flip & Totally Kayos)
- Pitbull – „Oh Know He Dint” (featuring Lil’ Flip)
- Pitbull – „Damitt Man (remix)” (featuring Lil’ Flip & Lil Wayne)
- Pitbull – „Fresh And Clean” (featuring R. Kelly, Lil’ Flip, & Twista)
- Pimp C – „Working The Wheel” (featuring Lil’ Flip & Slim Thug)
- Pimp C – „I Dont Want You” (featuring Devin the Dude & Lil’ Flip)
- Pimp C – „Coming Up” (featuring Z-Ro & Lil Flip)
- Play-n-Skillz – „Now” (featuring Lil’ Flip)
- Play-n-Skillz – „Call Me (Remix)” (featuring Chamillionaire, Young Gunz & Lil’ Flip)
- R. Kelly – „Chopped N Screwed (Remix)” (featuring Lil’ Flip, T-Pain & Freeway)
- Rick Ross – „Hustlin (remix 2)” (featuring Lil’ Wayne, Z-Ro, Jay-Z, Remy Ma, Busta Rhymes, Young Jeezy, T.I., & Lil’ Flip)
- Rick Ross – „U Aint Know King” T.I. diss (Young Fresh, Lil’ Flip, Ludacris, & DTP)
- Rasaq – „Play It Right” (featuring Lil’ Flip)
- Seaclipse – „I’m Hot” (featuring Lil’ Flip & Huey)
- Smoothvega – „Joyride” (featuring Lil’ Flip)
- Sqad Up – „Beat'n Up The Block” (featuring Lil’ Flip)
- Sqad Up – „Headackin” (featuring Lil’ Flip)
- Swanksta – „Errbody Else (Remix)” (featuring Lil’ Flip & T-Pain)
- Smitty – „We Gone Ride” (featuring Young Buck & Lil’ Flip)
- Shei Atkins – „Truck Bangin” (featuring Lil Flip)
- Slim Thug – „1 , 2, 3” (featuring Lil’ Flip)
- Slim Thug – „Touch” (featuring Lil’ Flip & Mike Jones)
- Three 6 Mafia – „Ridin Spinners” (featuring Lil’ Flip)
- Three 6 Mafia – „Rainbow Colors” (featuring Lil’ Flip)
- Three Six Mafia – „Dont Cha Get Mad” (featuring Lil’ Flip)
- Three 6 Mafia – „Poppin My Collar (remix)” (featuring Project Pat, DMX, & Lil’ Flip)
- The Game – „State Your Name Gangsta” (featuring Cassidy & Lil’ Flip)
- The Game – „Game Over” (featuring Lil’ Flip & Snoop Dogg)
- Young Buck – „Welcome To The South” (featuring David Banner & Lil’ Flip)
- Young Buck – „Fuck Tha Game” (featuring Lil’ Flip)
- Young Jeezy – „Me Money” (featuring Lil’ Flip)
- Young Jeezy – „I Luv It (remix)” (featuring Busta Rhymes, Trina, Jim Jones & Lil’ Flip)
- Yung Wun – „Tear It Up” (featuring DMX, Swizz Beatz, David Banner, & Lil Flip)
- Young Fresh – „Down South Legends” (featuring Lil’ Flip, Ludacris, & Three Six Mafia)
- Yo Gotti -"Get Down” (featuring Lil’ Flip)
- Z-Ro – „From The South” (featuring Lil’ Flip & Paul Wall)
- Z-Ro – „Lovely Day” (featuring Lil’ Flip & Big Shasta)
- Z-Ro – „Road To Success” (featuring Lil Keke, Big Pokey, Trae & Lil Flip)
- Z-Ro – „Southside” (featuring Lil Flip)
- Z-Ro – „Thank You” (featuring Lil Flip)
- Z-Ro – „We Don't Speed” (featuring Lil Flip)